# John Leech (polityk)

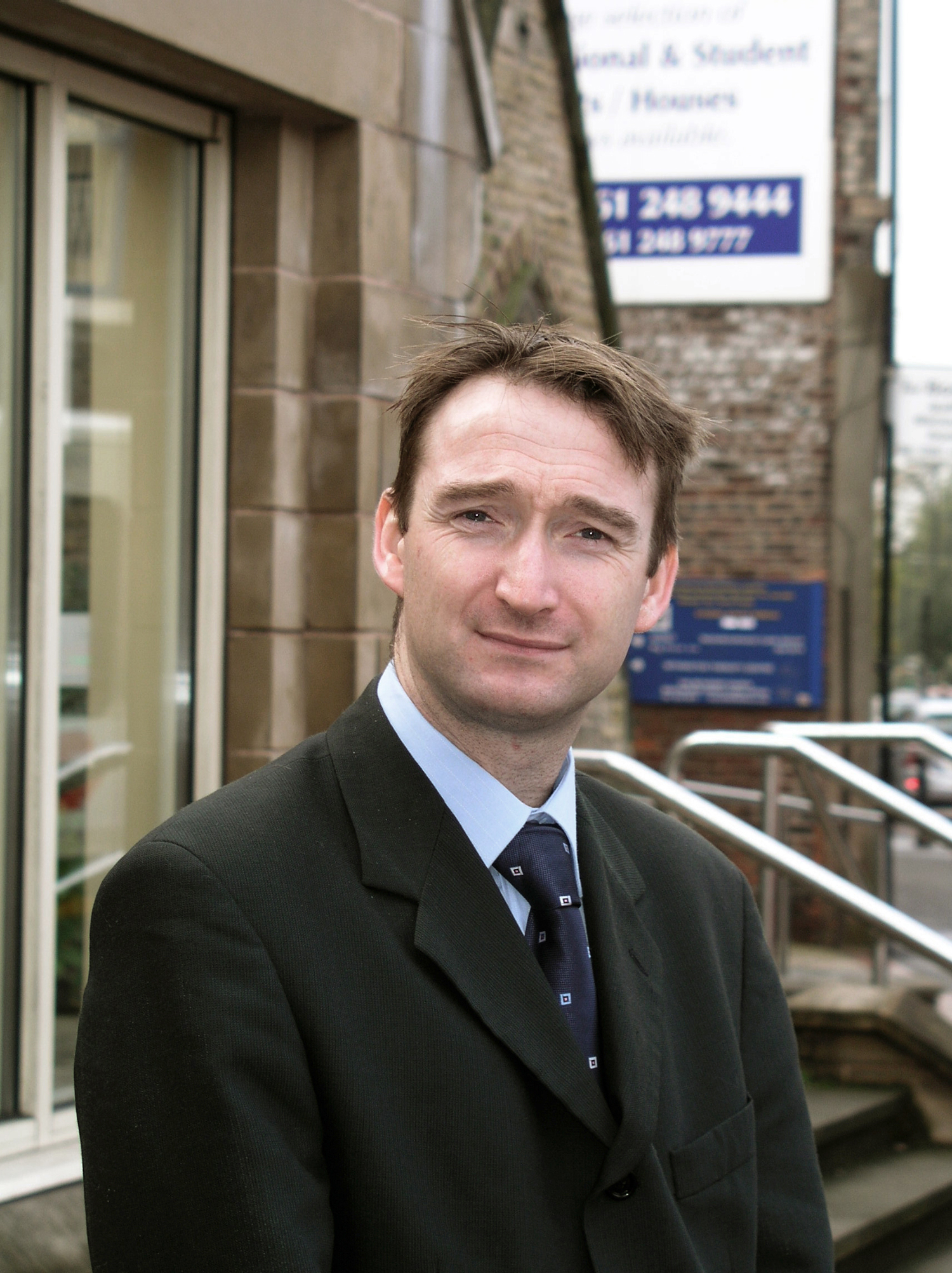

John Leech (ur. 1 kwietnia 1971), polityk brytyjski, deputowany do Izby Gmin z ramienia partii Liberalnych Demokratów.
Jest synem duchownego metodystycznego. Studiował historię i nauki polityczne na Brumel University w Londynie, pracował m.in. w instytucjach ubezpieczeniowych i sieci barów McDonald’s. W czasie studiów wstąpił do Liberalnych Demokratów; był wybierany do władz samorządowych w Manchesterze, pełnił m.in. funkcję wiceprzewodniczącego opozycji w Radzie Miejskiej Manchesteru.
W maju 2005 został wybrany do Izby Gmin; zdobył mandat w okręgu wyborczym Manchester Withington, pokonując wieloletniego deputowanego z Partii Pracy, Keitha Bradleya. Jest pierwszym reprezentantem partii liberalnej i liberalno-demokratycznej, którego wybrano w Manchesterze do parlamentu od ponad 75 lat (od 1929).